# Azaria di Rossi
Azaria di Rossi lub Azariah min-Ha’adumim (język hebrajski: עזריה מן האדומים) (ur. ok. 1511 w Mantui, zm. 1578 w Mantui) – włoski uczony, lekarz i historyk żydowskiego pochodzenia.
Jest autorem dzieła Me’or Enayim, w którym przedstawił studium żydowskiej historii na podstawie greckich i łacińskich źródeł. Poza licznymi odwołaniami do tradycyjnej literatury żydowskiej cytował prace
Filona, Józefa Flawiusza, Platona, Cycerona, Tomasza z Akwinu oraz myśli Ojców Kościoła. Jego praca uznawana była za pierwszą próbę przedstawienia historii narodu żydowskiego na podstawie źródeł historycznych przy użyciu krytycznych metod porównawczych. Ponadto praca korygowała błędy w żydowskiej chronologii oraz zawierała tłumaczenie na język hebrajski łacińskiej wersji Listu Arysteasza, który opowiada, jak powstała Septuaginta.
Azaria di Rossi był pierwszym żydowskim uczonym, który zwrócił uwagę, że niektórych stwierdzeń z Talmudu dotyczących postaci historycznych nie można przyjąć jako autentycznych, ponieważ są one sprzeczne ze znanymi zapisami historycznymi.